# Les Mots, la Mort, les Sorts
La Sorcellerie dans le bocage
Les Mots, la Mort, les Sorts, sous-titré La Sorcellerie dans le bocage, est un essai d'ethnologie de Jeanne Favret-Saada, paru en 1977. L'auteur décrit la sorcellerie telle qu'elle se pratique ou se pratiquait dans le bocage mayennais. Cet ouvrage est considéré comme un classique de l'ethnologie,.
Lors de la mise au point de cet ouvrage, Jeanne Favret-Saada se heurte à une difficulté : en sorcellerie, la parole détient un pouvoir, elle n'a pas pour but le savoir. Or, l'ethnographie exige de pouvoir échanger de l'information avec les interlocuteurs en conservant un certain recul. Ainsi, ce recul nécessaire à la pratique de l'ethnographie est incompatible avec le domaine étudié. Jeanne Favret-Saada doit donc remettre en question l'objectivité scientifique à laquelle elle est habituée et doit elle-même se plonger dans la sorcellerie afin de pouvoir comprendre cet univers auparavant clos pour elle. Néanmoins, si elle s'adonne à celle-ci, elle ne se contente pas de procéder au récit de son expérience mais donne une analyse de ce phénomène,.

## Sources
1. 1 2  Les Mots, la Mort, les Sorts, Cairn.Info.
2. ↑  Marc Semo, « Religions, ONU soit qui mal y pense », liberation.fr, 28 août 2010.
3. ↑  « Compte rendu de Pierre Crépeau », Anthropologie et Sociétés, volume 2, numéro 2, 1978, p. 171-173.